# Zonder titel (Anna Enquist, Vijzelgracht)
Aan de Vijzelgracht in Amsterdam-Centrum staat een titelloos kunstwerk. Het betreft dichtregels van Anna Enquist aangebracht op aantal zitbanken op een voetgangersgebied op het terrein van de in 1933 gedempte gracht.
Na de herinrichting en herbestrating van de Vijzelgracht werd hier een aantal zitbankjes geplaatst. In 2015 werd op elk van de zes bankjes op een leuninglat een metaalplaat met daarop een tekst de stadsdichteres geplaatst. De tekst luidt:
Je moet maar durven. In de diepte razen de treinen en torsen de trappen het reizende volk.
Graven en boren deed huizen beven; je balanceert op een leegte van dertig meter. Siddert de grond nog? Stad boven stad, leven op leven, stenen, wolk.
Uit de krochten gekropen, het wonder van de tunnels doorkruist?
Dwars door geschonden plaveisel naar boven; heeft daglicht je ogen belegerd, regen je wangen gekust?
Reiziger kijk omhoog en ga zitten. Passant, zet je tas neer en rust.
De zinnen volgend op "Graven en boren" zijn een verwijzing naar een grond- en huizenverzakking tijdens de aanleg van de Noord/Zuidlijn.
De initiatiefnemer van de straatpoëzie was Max Bögel, hoofdaannemer van de Noord/Zuidlijn. De bankjes staan in de directe omgeving van Metrostation Vijzelgracht en staan boven de metrotunnel. De straatpoëzie werd geplaatst in het kader van De Rode Loper. Eenzelfde kunst met andere teksten is zichtbaar op banken op de Ferdinand Bolstraat en het Rokin. 